# Navasfrías
Navasfrías é um município raiano da Espanha na província de Salamanca, comunidade autónoma de Castela e Leão, de área 59,96 km² com população de 668 habitantes (2003) e densidade populacional de 10,71 hab/km².

## Demografia
| Variação demográfica do município entre 1991 e 2004 | Variação demográfica do município entre 1991 e 2004 | Variação demográfica do município entre 1991 e 2004 | Variação demográfica do município entre 1991 e 2004 |
| --------------------------------------------------- | --------------------------------------------------- | --------------------------------------------------- | --------------------------------------------------- |
| 1991                                                | 1996                                                | 2001                                                | 2004                                                |
| 831                                                 | 752                                                 | 679                                                 | 643                                                 |